# آقای پیکلز
آقای پیکلز (به انگلیسی: Mr.Pickles) یک مجموعه انیمیشنی تلویزیونی بزرگسالان تولید شده توسط ویل کارسولا و دیوید استوارت برای شبکه ادالت سویم ساخته شده‌است. این سریال داستان خانواده گودمن، به خصوص پسر ۶ ساله آنها به نام تامی و سگ شیطان صفت آنها آقای پیکلز یا همان آقای خیارشور چرخش دارد. این سریال از ۲۱ سپتامبر ۲۰۱۴ تا ۱۷ نوامبر ۲۰۱۹ پخش شد.